# Rimantas Miknys
Rimantas Miknys (ur. 5 stycznia 1958 w rejonie poniewieskim) – litewski historyk, dyrektor Instytutu Historii Litwy.
W 1981 ukończył Wileński Instytut Pedagogiczny, po czym podjął pracę w Instytucie Filozofii, Socjologii i Prawa Akademii Nauk Litewskiej SRR. Od 1985 do 1989 studiował zaocznie na studiach aspiranckich w Instytucie Historii AN LSRR. W 1993 obronił pracę doktorską poświęconą organizacji i działalności Litewskiej Partii Demokratycznej w latach 1902-1915.
W latach 1994–1995 przebywał na stażach naukowych w Krajowym Centrum Badań Naukowych w Paryżu, w Instytucie Literackim i Bibliotece Polskiej w Paryżu oraz Instytucie Historii PAN.
W 1986 został pracownikiem naukowym Instytutu Historii AN LSRR, który w 1990 został przekształcony w Litewski Instytut Historyczny. Od listopada 1995 do stycznia 2004 stał na czele Wydziału Historii XIX Wieku Litewskiego Instytutu Historycznego. Od listopada 2000 był zastępcą dyrektora Instytutu ds. naukowych. W grudniu 2008 został wybrany dyrektorem Instytutu na pięcioletnią kadencję.
Wykłada w katedrze historii Wileńskiego Uniwersytetu Pedagogicznego. Zajmuje się głównie historią społeczeństwa litewskiego XIX i początków XX wieku oraz relacjami między Litwinami, Polakami, Białorusinami i Żydami na terenie Litwy ze szczególnym uwzględnieniem Wilna.
Od roku 2008 przewodniczący strony litewskiej w Polsko-Litewskiej Komisji Podręcznikowej.
Odznaczony Złotym Krzyżem Zasługi (2006) oraz Krzyżem Kawalerskim Orderu Zasługi Rzeczypospolitej Polskiej (2009).

## Publikacje (w języku polskim)
- 'Polski projekt narodowy w kontekście "budzących się" narodów dawnej Rzeczypospolitej (na ziemiach dzisiejszej Litwy, Białorusi i Ukrainy) [w:] Nowak, A. (red.), Historie Polski w XIX wieku, tom 4.
- 'Wileńscy autonomiści i ich projekty autonomii politycznej Litwy w latach 1904-1905', Lituano-Slavica Posnaniensia. Studia Historica, 2001, tom 8.